# Drosica memorialis
Drosica memorialis is een vlinder uit de familie van de echte motten (Tineidae). De wetenschappelijke naam van de soort is voor het eerst geldig gepubliceerd in 1921 door Edward Meyrick. De soort werd aangetroffen op Java.